# Isabel Feichtner
Isabel Feichtner (* 28. Juni 1974 in Villingen-Schwenningen) ist eine deutsche Rechtswissenschaftlerin und Hochschullehrerin an der Julius-Maximilians-Universität Würzburg.

## Leben und Wirken
Feichtner studierte Rechtswissenschaften an den Universitäten Freiburg und Berlin, wo sie ihr Erstes Juristisches Staatsexamen ablegte. Anschließend erwarb sie ein International Law Certificate an der Universität Amsterdam. Es folgte ein Studium als Fulbright-Stipendiatin an der Benjamin N. Cardozo-Law School der Yeshiva University, das sie 2001 mit dem Erwerb des Titels Master of Laws abschloss. Anschließend wurde sie in die New Yorker Anwaltschaft aufgenommen und arbeitete für die dortige Anwaltskanzlei Cravath, Swaine & Moore. 2002 kehrte sie nach Deutschland zurück und absolvierte ihr Rechtsreferendariat in Berlin; dieses schloss sie 2004 mit dem Zweiten Staatsexamen ab. Danach trat sie eine Stelle als wissenschaftliche Referentin am Max-Planck-Institut für ausländisches öffentliches Recht und Völkerrecht in Heidelberg an. Von 2006 bis 2007 war sie als Visiting Doctoral Researcher und wissenschaftliche Assistentin von Joseph H. H. Weiler an der New York University tätig. 2010 wurde Feichtner von der Johann Wolfgang Goethe-Universität Frankfurt am Main mit der wirtschaftsvölkerrechtlich ausgerichteten Schrift The Law and Politics of WTO Waivers – Stability and Flexibility in Public International Law zur Dr. iur. promoviert. Diese Schrift wurde 2011 mit dem Baker-McKenzie-Preis der Universität Frankfurt am Main für die beste Dissertation im Wirtschaftsrecht ausgezeichnet.
Ab 2011 war Feichnter Juniorprofessorin für Law and Economics an der Universität Frankfurt am Main. Von 2008 bis 2021 war sie Mitherausgeberin der Fachzeitschrift European Journal of International Law. Seit 2016 ist Inhaberin des ordentlichen Lehrstuhls für Öffentliches Recht und Wirtschaftsvölkerrecht an der Universität Würzburg.
Feichtner war von 2018 bis 2022 Co-Sprecherin des Bayerischen Forschungsverbunds ForDemocracy, wo sie unter anderem das Projekt „Demokratisierung von Geld und Kredit“ zu Parallelwährungen wie dem Chiemgauer leitete. Von 2022 bis 2023 war Feichtner Mitglied der Expertenkommission Vergesellschaftung des Senats von Berlin. 2023 und 2024 war sie Fellow und eine der Programmleiterinnen am The New Institute in Hamburg.
Sie ist eine der Erstunterzeichnerinnen eines offenen Briefes, mit dem die Bundesregierung 2023 zu effektiverem Klimaschutz aufgefordert wurde. Zur Bundestagswahl 2025 rief Feichtner zur Wahl der Partei Die Linke auf.

## Forschung und Lehre
Feichtners Forschungsschwerpunkte liegen im öffentlichen Recht. Hier konzentriert sie sich insbesondere auf das internationale Wirtschaftsrecht, das transnationale Rohstoffrecht, das Geld- und Finanzrecht sowie das Recht der Commons. In diesen Bereichen hat sie zahlreiche Beiträge zu Fachzeitschriften und Sammelbänden verfasst und ist Mitherausgeberin solcher Sammelbände.

## Auszeichnungen
- 2011: Baker-McKenzie-Preis für die beste Dissertation im Wirtschaftsrecht der Universität Frankfurt am Main
- 2014: Erster Preis für herausragende Lehre, Graduate School of Economics, Finance and Management an der Goethe-Universität Frankfurt

## Werke
- Mit Susanne Heeg et al. (Hrsg.): Stadt Land Boden. Verbindende Bodenpolitik zwischen Stadt und Land. Transcript Verlag, Bielefeld 2025, ISBN 978-3-8376-7612-9.
- Bodenschätze. Über Verwertung und Vergesellschaftung. Hamburger Edition, Hamburg 2025, ISBN 978-3-86854-393-3.
- Socialization as a Counter-Right to Democratize and Reclaim the Common. In: Frederic Hanusch, Anna Katsman (Hrsg.): Seeds For Democratic Futures. Transcript Verlag, Bielefeld 2024, ISBN 978-3-8376-6943-5, S. 113–122.
- Mit Geoff Gordon (Hrsg.): Constitutions of Value. Law, Governance, and Political Ecology. Taylor & Francis, London / New York 2023, ISBN 978-1-03-211907-6.
- Mit Philipp Dann und Jochen von Bernstorff (Hrsg.): (Post)Koloniale Rechtswissenschaft. Mohr Siebeck, Tübingen 2022, ISBN 978-3-16-162113-0, doi:10.1628/978-3-16-162113-0.
- Mit Tim Wihl (Hrsg.): Gesamtverfassung. Das Verfassungsdenken Helmut Ridders (= Staatsverständnisse. Band 160). Nomos Verlag, Baden-Baden 2022, ISBN 978-3-8487-7024-3.
- The Law and Politics of WTO Waivers. Stability and Flexibility in Public International Law. Cambridge University Press, Cambridge 2012.